# إيمري برودي
ايمري برودي (بالمجرية: Bródy Imre)‏ هو فيزيائي ومخترِع ومهندس مجري كان أحد مخترعي المصباح الكهربائي المملوء بالكريبتون.، ولد برودي في 23 ديسمبر 1891 في جيولا ، المجر في المجر، وتوفي في 20 ديسمبر 1944 في مولدورف في ألمانيا بسبب التهاب معوي قولوني.
كان إيمري برودي ، وهو ابن شقيق الكاتب المعروف ساندور برودي ، طالبًا في جامعة أوتفوش لوراند. أكمل برودي أطروحة الدكتوراه عن الثابت الكيميائي للغازات الأحادية (chemical constant of monatomic gases) في عام 1917 وعُين محاضرًا مساعدًا في جامعة بودابست في عام 1919. من عام 1920 إلى عام 1923 كان في جامعة غوتنغن في ألمانيا ، حيث عمل مع ماكس بورن كفيزيائي وعمل كأحد محرري Zeitschrift für Physik («مجلة الفيزياء»)، وفي عام 1923 عاد إلى بودابست وانضم إلى مختبر أبحاث Egyesült Izzó (لمبة الإضاءة المتحدة بالإنجليزية United Light Bulb).
هناك عمل مع إميل ثيسز ، فيرينك كوروسي ، تيفادار ميلنر، والكيميائي وفيلسوف العلوم لاحقًا مايكل بولاني على إنتاج الكريبتون وتطوير مصباح الكريبتون. تم منح براءة اختراع المصباح المملوء بالكريبتون في عام 1930، وتم تقديم المصباح في معرض بودابست الصناعي لعام 1936. سرعان ما أصبح هذا الإختراع واحد من أكثر صادرات المجر قيمة. بعد الاحتلال النازي للمجر (مارس 1944) ، تم ترحيل برودي وهو يهودي ، إلى معسكر اعتقال ألماني حيث توفي هناك.

## وصلات خارجية
- إيمري برودي على موقع الموسوعة البريطانية (الإنجليزية)